# Sztrezsevoj
Sztrezsevoj (oroszul: Стрежевой) város Oroszország ázsiai részén, Nyugat-Szibériában. A Tomszki terület olajbányászatának központi városa.
Népessége: 42 219 fő (a 2010. évi népszámláláskor).

## Elhelyezkedése
A Tomszki terület északnyugati szélén, Tomszk területi székhelytől légvonalban 635 km-re, országúton 815 km-re helyezkedik el. Az északi tajga övben, az Ob egyik jobb oldali mellékága, a Paszol partján, mocsaras vidéken fekszik. A várost minden oldalról az Alekszandrovszkojei járás területe veszi körül, melynek korábban része volt.
A legközelebbi vasútállomás 80 km-re északnyugatra, Nyizsnyevartovszkban van, de a két város közti közlekedésnek sokáig a Vah (az Ob mellékfolyója) volt az akadálya. A Vahon épült közúti hidat 2014-ben adták át, így azóta az ottani állomásra és a korszerű repülőtérre is el lehet jutni.

## Története
Sztrezsevoj települést halászattal foglalkozó ún. különleges áttelepülők kezdték építeni 1932-ben. Különleges áttelepülők (oroszul szpec-pereszelenci) névvel illették a Szovjetunióban a lakhelyük elhagyására kényszerített tömegeket, akiket általában Szibéria ritkán lakott, zord éghajlatú vidékeire telepítettek át. A különleges áttelepülők első hullámát a kollektivizálás és az azzal összefüggő ún. „kuláktalanítási” kampány indította el 1930 körül. 
1962-ben az Alekszandrovszkojei járás északi mocsaras, tajgával borított részén nagy olajlelőhelyet fedeztek fel (később többet is) és 1966-ban megindították az olajtermelését. Ezzel egyidőben kezdték építeni a halászfalu közelében az olajmunkások új települését, melyet szintén Sztrezsevojnak neveztek. Az építkezések jelentős részén a Komszomol által egyetemistákból szervezett építőbrigádok dolgoztak. A nagy távolságok és az utak hiánya miatt fontos lépés volt a helyi repülőtér megnyitása 1975-ben. Az olajtermelés felfutásával Sztrezsevoj a távolabbi olajmezők ellátó központja, a rotációban, többhetes váltásban ott dolgozók bázisa lett. Gazdasági jelentőségét mutatja, hogy 1978-ban közigazgatásilag leválasztották a járásról és a Tomszki területnek közvetlenül alárendelt várossá nyilvánították.
A város életében meghatározó jelentősége volt és maradt a gáz- és olajbányászatot kézben tartó, 1966-ban alapított vállalat, a Tomszknyefty tevékenységének. A munkahelyek legnagyobb részét is ez a vállalat biztosítja.

## 21. század
Az olajbányászat a 21. század elején olajfeldolgozással egészült ki. A helyi olajfinomító – a Tomszknyefty leányvállalata – az 1990-es években épült és 1999-ben kezdte meg a termelést, benzint és dízelolajat állít elő. Termékeit részben a közeli Nyizsnyevartovszkban, részben a Tomszki terület északi településein és olajmezőin hasznosítják.